# Letis caligula
Letis caligula är en fjärilsart som beskrevs av J. Peter Maassen 1890. Letis caligula ingår i släktet Letis och familjen nattflyn. Inga underarter finns listade i Catalogue of Life.